# Swift J174510.8-262411
Swift J174510.8-262411とは、NASAのX線観測衛星スウィフトが発見したブラックホールである。名称が長いので、略称のSwift J1745-26、さらに縮めてSw J1745-26と呼ぶこともある。

## 発見
Swift J1745-26は、2012年9月16日1時40分にX線新星として自動検出された。増光は16日の1時40分のほかに3時49分にも観測され、翌17日の5時34分にも観測された。X線新星は数日で明るさがピークに達するが、それは18日になった。1万電子ボルト以上の高エネルギーの硬X線領域においてピークに達した。X線天文学では、かにパルサーの発するX線の強さで比較されることが多いが、18日のピークではかにパルサーとほぼ同じ強さまで達した。これは硬X線での天体では史上最も強い天体である。

## 正体
Swift J1745-26は、硬X線領域では徐々に暗くなっているが、軟X線領域では徐々に明るくなり、観測当初の30倍に達している。X線新星の特徴である、数ヶ月かけて暗くなる性質と一致している。また、硬X線と軟X線の変化は、中心のコンパクト星がブラックホールであることを示している。質量はまだ不明であるが、恒星質量程度であり、今のところは太陽質量の2倍以上と考えられている。
Swift J1745-26のようなX線新星は、X線バーストを起こす元となる物質が必要であるが、その源は恒星との低質量X線連星 (LMXB System) であると考えられている。通常は持続的な物質の流れで安定的にエネルギーを放出しているが、その関係が崩れると一気に物質が吸い込まれ、X線バーストを起こすと考えられている。バーストによって降着円盤が消えるため、再び物質が蓄積してX線新星として再び観測されるのに数十年かかると考えられている。

## 場所
Swift J1745-26は、視等級が最大19.36等級であり、場所はいて座の銀河中心部から数度しか離れていない、地球からの距離が2万から3万光年離れた場所にあると考えられている。